# Hàng không năm 1922
Đây là danh sách các sự kiện hàng không nổi bật xảy ra trong năm 1922:

## Các sự kiện
- Quân đoàn Không quân Ireland được thành lập tại Baldonnel Aerodrome. Chiếc máy bay đầu tiên là chiếc Martinsyde Type A.
- Quân đội Ba Tư thành lập cục không quân.
- Chuyến bay thương mại ban đêm đầu tiên giữa London và Paris.
- Hermann Oberth biện hộ cho bài luận văn của anh ta, một bài luận văn bị loại bỏ như "quá kỳ lạ", nó được công bố vào năm 1923 với tựa đề Tên lửa tới các hành tinh trong vũ trụ. Nhưng nó trở thành công việc chính trong lịch sử các chuyến bay vào vũ trụ ngày nay.

### Tháng 3
- 13 tháng 3 - Đại úy phi công Bồ Đào Nha, Gago Coutinho và đại úy Sacadura Cabral rời Lisbon để cố gắng thực hiện chuyến bay xuyên Nam Đại Tây Dương bằng máy bay lần đầu tiên. Họ đến Brasil và 16 tháng 6, trên chiếc Fairey III.
- 20 tháng 3 - Hải quân Hoa Kỳ được trang bị chiếc tàu sân bay đầu tiên, được cải tạo từ một chiếc tàu chở than, chiếc USS Langley.

### Tháng 4
- 4 tháng 4 - Bộ Chiến tranh Colombia mở một trường dạy bay (Escuela de Aviación) tại Flandes.
- 7 tháng 4 - Một chiếc máy bay de Havilland DH.18 thuộc hãng hàng không Daimler Airways đã va chạm với một chiếc Farman Goliath của hãng Cie des Cgrands Express Aériens trên bầu trời của Pháp. 7 người trên 2 chiếc máy bay đã thiệt mạng trong vụ va chạm này, đây là lần đầu tiên 2 máy bay dân dụng loại lớn va chạm trên không.
- 16 tháng 4 - Tận dụng Hiệp ước Rapallo, một trường đào tạo bay cho phi công Đức được thiết lập ở Lipetsk. Vào năm 1933, 450 phi công quân sự của Đức đã được huấn luyện tại trường đào tạo bay này.

### Tháng 5
- 1 tháng 5 - Deruluft (Deutsche-Russische Luftverkehrs, "Công ty hàng không Đức-Nga") bắt đầu hoạt động.
- 15 tháng 5 - Instone Air Line bắt đầu mở chuyến bay đầu tiên giữa London và Brussels.

### Tháng 6
- 16 tháng 6 - Henry Berliner trình diễn một mô hình trực thăng đầu tiên cho các quan chức Quân đội Mỹ xem.

### Tháng 7
- 1 tháng 7 - Hải quân Mỹ đã cải tạo 2 chiếc tàu tuần dương chiến đấu thành những chiếc tàu sân bay, USS Lexington và USS Saratoga.

### Tháng 8
- Bộ Không quân Anh đã đưa ra những điều kiện đầu tiên cho việc thiết kế chung [[máy bay chiến đấu ban đêm. 25/22 đặc điểm chi tiết kỹ thuật đã được thực hiện trong chiếc máy bay Hawker Woodcock.
- 10 tháng 8 - Cuộc đua hàng không tranh Cúp Schneider được tổ chức tại Naples, Ý. Người giành chiến thắng là một người Anh, H.C. Biard trên một chiếc Supermarine Sea Lion. Nó đạt vận tốc là 234.5 km/h (145.7 mph).
- 18 tháng 8 - Arthur Martens thực hiện chuyến bay đầu tiên của tàu lượn, nó bay trên không trong vòng một giờ tại Wasserkuppe. Chiếc máy bay của anh ta, có tên gọi là Vampyr ("Vampire - Ma cà rồng") được thiết kế bởi Wolfgang Klemmperer.
- 25 tháng 8 - Đại úy Norman MacMillan và Geoffrey Mallins được cứu thoát từ Vịnh Bengal khi cố gắng bay vòng quanh thế giới của họ trên một chiếc Fairey III đã bị cản trở do động cơ bị vỡ.

### Tháng 9
- 4 tháng 9 - Trung úy Jimmy Doolittle bay chéo qua Hoa Kỳ trong một ngày trên một chiếc de Havilland DH.4. Anh ta mất 21 giờ 19 phút để bay từ Pablo Beach, Florida đến Rockwell Field, California.
- 9 tháng 9 - Đại úy Frank Barnard chiến thắng lần đầu tiên trong cuộc đua máy bay King's Cup, anh ta bay từ Anh đến Scotland và quay trở lại trong 6 giờ và 32 phút trên một chiếc de Havilland DH.4.
- 20 tháng 9 - Chuyến bay đầu tiên có vận tốc 200 mph (322 km/h) được thực hiện bởi Sadi Lecointe trên một chiếc Nieuport-Delage NiD 29.
- 27 tháng 9 - Hải quân Mỹ diễn tập những bài tập ném bom, ngư lôi quy một lớn lần đầu tiên. 8 chiếc máy bay tấn công Naval Aircraft Factory PT, 3 tàu chiến và thực hiện 8 lần bài tập trong 25 phút.

### Tháng 10
- 6 tháng 10 - Trung úy John Macready và trung úy Oakely Kelley thiết lập một kỷ lục về chuyến bay kéo dài trong 35 giờ 18 phút trên một chiếc Fokker T-2.
- 17 tháng 10 - Trung úy Virgil Griffin thực hiện cuộc cất cánh đầu tiên từ một tàu sân bay của Mỹ, trên một chiếc Vought VE-7 từ tàu USS Langley
- 20 tháng 10 - Trung úy Harold Harris thực hiện cuộc nhảy dù đầu tiên từ một máy bay đang gặp sự cố, anh ta thoát ra khỏi một chiếc Loening PW-2 phía trên Dayton, Ohio.
- 26 tháng 10 - Chiếc máy bay đầu tiên hạ cánh trên tàu USS Langley được đại úy chỉ huy phi đội Geoffrey DeChevalier thực hiện trên một chiếc Aeromarine 39

### Tháng 11
- Cuộc triển lãm hàng không Salon d'Aéronautique lần thứ 7 được thực hiện ở Paris.
- 2 tháng 11 - Qantas bắt đầu bay các chuyến bay định kỳ đầu tiên giữa Charleville, Queensland và Cloncurry, Queensland.
- 11 tháng 11 - Etienne Oehmichen bay xa 525 m (1.722 ft) trên một chiếc trực thăng.
- 12 tháng 11 - Người Nhật bắt đầu vận chuyển bưu phẩm bằng máy bay lần đầu tiên, hành trình bay là Sakai, Osaka và Tokushima.
- 19 tháng 11 - Malert (Magyar Legiforgalmi) được thành lập, bước đầu tiên của MALÉV Hungarian Airlines.

### Tháng 12
- 27 tháng 12 - Hōshō, chiếc tàu sân bay đầu tiên của Nhật Bản được hạ thủy.
- 31 tháng 12 - Chiếc máy bay đầu tiên của Đức bay trên bầu trời Anh kể từ khi Chiến tranh thế giới I kết thúc, một chiếc Dornier Komet của hãng Deutsche Luft-Reederei.

## Chuyến bay đầu tiên

### Tháng 1
- 3 tháng 1 - Aero A.10

### Tháng 3
- 26 tháng 3 - de Havilland DH.34

### Tháng 7
- Bristol Racer

### Tháng 8
- 22 tháng 8 - Vickers Victoria

### Tháng 10
- 13 tháng 10 - Curtiss R-6

### Tháng 11
- 18 tháng 11 - Dewoitine D.1
- 24 tháng 11 - Vickers Virginia
- 28 tháng 11 - Fairey Flycatcher

## Bắt đầu hoạt động
- Vickers Vernon thuộc Không quân Hoàng gia Anh.